# Tetracanthagyna brunnea
Tetracanthagyna brunnea е вид водно конче от семейство Aeshnidae.

## Разпространение
Видът е разпространен в Индонезия (Ява), Малайзия (Западна Малайзия, Сабах и Саравак), Тайланд и Филипини.